# Museo de la Acuarela Rafael Requena
El museo de la acuarela Rafael Requena ubicado en la Casa de la Cultura de Caudete (Albacete), es uno de los museos más importantes de toda Europa en cuanto a exposiciones de acuarela. Este salón alberga setenta y cuatro obras del famoso pintor caudetano Rafael Requena, entre las que destacan algunas de sus más famosas obras.

## Descripción
La colección está compuesta por cuadros de tema único y series, con el paisaje y la naturaleza como elemento predominante, amplias llanuras, escenas rurales, marinas, montañosas, entre las que encontramos "Primavera" de 1998, "Contraluz" de 1998, "Paisaje nevado" de 1998, "Árboles en invierno" de 1959, "Amapolas" de 1996 o "Nubes de tormenta" de 1989. En estos paisajes la naturaleza es la protagonista principal mientras que el cielo, siempre indiferente, acaba convirtiéndose en protagonista secundario.
Dentro de la temática de los campos manchegos destaca "Atardecer en La Mancha" de 1989, "Tierras de Guadalajara" de 1981, "Panorámica desde Chinchilla" de 1986 o "Cuenca" de 1987, todos ellos de gran fuerza expresiva donde se aprecia una atmósfera vibrante y llena de evocaciones. Además, componen la muestra una serie de bodegones como "La botella de anís" de 1950 o "Jarrón de flores" de 1951. También destacan varios retratos, entre los que encontramos "Josefina" de 1952 y "Mi abuela Pepica" de 1950.
Dentro del Museo y de la obra misma de Rafael Requena encuentra un lugar preeminente su pueblo natal, en obras como "Calle del Mercado" de 1959, "Símbolos festeros" de 1988, "Bailes del Niño" de 1995, "Ermita de la Virgen de Gracia" de 1998 y "Panorámica caudetana" de 1998.
Son muchos los lugares que Rafael Requena inmortalizó en sus obras, en sus numerosos viajes y estancias en el extranjero, como corresponde a un hombre con una profunda inquietud por saber y un perenne deseo de explorar su faceta artística. Muestra de este largo peregrinar por el mundo de Requena tenemos obras como "Ámsterdam" de 1982, "Venecia" de 1985, "Ruina romana" de 1985 y "Friburgo" de 1996. La colección que alberga el museo es la obra de casi toda una vida dedicada al arte.